# Ronabea emetica
Ronabea emetica är en måreväxtart som först beskrevs av Carl von Linné d.y., och fick sitt nu gällande namn av Achille Richard. Ronabea emetica ingår i släktet Ronabea och familjen måreväxter. Inga underarter finns listade i Catalogue of Life.